# Kirgiski Obwód Autonomiczny
Kirgiski Obwód Autonomiczny, Kirgiski OA, pierwotnie Kara-Kirgiski Obwód Autonomiczny, Kara-Kirgiski OA (ros. Киргизская автономная область, kirg. Кара-Кыргыз автономиялуу облусу) – obwód autonomiczny w Związku Radzieckim, istniejący w latach 1924−1926, wchodzący w skład Rosyjskiej Federacyjnej Socjalistycznej Republiki Radzieckiej.
Kirgiski OA został utworzony 24 października 1924 r., po zlikwidowaniu Turkiestańskiej ASRR.  Tworzenie autonomicznych jednostek terytorialnych dla mniejszości narodowych było częścią polityki tzw. korienizacji, tj. przyznawania autonomii mniejszościom narodowym zamieszkującym obszary dawnego Imperium, poprzednio dyskryminowanym i rusyfikowanym przez carat. Nazwanie Okręgu mianem „Kara-Kirgiski” związane było z tym, iż w owym okresie Kirgizów nazywano Kara-Kirgizami, zaś Kirgizami określano Kazachów (stąd pierwotną nazwą autonomii  kazaskiej była Kirgiska ASRR). 15 maja 1925 r. Okręg został przemianowany na Kirgiski Obwód Autonomiczny
Niespełna półtora roku po powstaniu – 11 lutego 1926 r. – Okręg został zlikwidowany poprzez zmienienie statusu tej autonomicznej jednostki administracyjnej tj. podniesienia jej rangi i poszerzenie zakresu autonomii utworzono Kirgiską Autonomiczną Socjalistyczną Republikę Radziecką, która z kolei w 1936 r. stała się Kirgiską SRR.
 Informacje nt. położenia, gospodarki, historii, ludności itd. Obwodu Autonomicznego znajdują się w: artykule poświęconym Republice Kirgiskiej, jak obecnie nazywa się państwo, będące prawną kontynuacją Obwodu.